# سمر محمد
سمر محمد (4 شباط/فبراير 1955 - )، ممثلة تراجيدية عراقية.

## عن حياتها
ولدت في مدينة الموصل. بدأت حياتها الفنية على خشبة المسرح، بمسرحية (أوديب ملكا)، إخراج شفاء العمري، الذي رأى موهبتها فشجعها على الذهاب إلى بغداد، لتصقل موهبتها هناك.
بدأت سمر التمثيل في مسقط رأسها مدينة الموصل عام 1968 وكانت اولى محطاتها في المسرح مع مسرحية [اوديب ملكا] إخراج شفاء العمري، الذي تعتبره سمر صاحب الفضل الأكبر في صقل موهبتها، وتشجيعها على دخول عالم الفن.
أوائل سبعينات القرن العشرين انتقلت سمر إلى بغداد، حيث بدأ مشوراها الفني الفعلي بأدائها عشرات الأدوار سواء في أعمال إذاعية وتلفزيونية وفي المسرح.
شاركت الفنانة سمر في العديد من المهرجانات الفنية في دول عربية وأجنبية كان آخرها مهرجان الجزائر الذي شاركت فيه بمسرحية دائرة العشق البغدادية. أحدث نشاط مسرحي للفنانة سمر محمد كان دورها في مسرحية حلم مسعود، الذي أعدّته وأخرجته الدكتورة عواطف نعيم، أما العمل التلفزيوني الأحدث الذي شاركت فيه فكان مسلسل [أسد بابل]، الذي أخرجه الفنان الشاب حسن الشاوي. وللفنانة مشاركات كثيرة في مسرح الطفل أحدثها مسرحية [ورود وسر العنقود] التي عرضت ضمن مهرجان الطفل في بغداد، وحصلت على جائزة أفضل ممثلة عن دورها في هذه المسرحية.
وتصف سمر جيل الفنانين العراقيين الشباب بالجيل المعطاء. ودعت المؤسسات الحكومية المعنية بالشأن الثقافي والفني إلى دعم الفنان العراقي لكي لا يقع فريسة للمنتجين الجشعين الذين يستغلون حاجته إلى المادة فيضطر إلى القبول بالمشاركة في أعمال هابطة فنياً والقبول بأقل الأجور.

## أعمالها

### أفلام
- فيلم المنعطف 1975.
- فيلم الرأس 1976.
- فيلم الزورق 1977.
- فيلم التجربة 1978.
- فيلم الحب كان السبب 1986.
- فيلم فتى الصحراء 1991.
- عمارة 13
- حب ودراجة 1987

### مسلسلات
مسلسل حظ يا نصيب 1978
- مسلسل الأماني الضالة 1989
- مسلسل الذئب وعيون المدينة 1980.
- مسلسل ذئاب الليل ج1 1990.
- مسلسل مواسم الحب 1993
- مسلسل اللسان العربي 1995
- مسلسل أوائل العرب 1995
- مسلسل الطرائف الغريبة والنوادر العجيبة 1999
- الانصاف في مسائل الخلاف 2001
- مسلسل مصير الحب 2009.
- مسلسل الثانية بعد الظهر 2009.
- مسلسل آخر الملوك 2010.
- [[عالم الست وهيبة (مسلسل)|عالم الست وهيبةالجزء الثانی
- مناوي باشا الجزء الأول
- مناوي باشا الجزء الثاني
- مناوي باشا الجزء الثالث
- خان الذهب (مسلسل)

### مسرحيات
- مسرحية أوديب ملكا 1968.
- مسرحية مواويل باب الآغا 2002.
- نساء لوركا
- بيت الاحزان
- الف حلم وحلم
- الروح الطيبة
- الأمنيات الذهبية
- الريشة الذهبية
- عودة الطيور
- الغائب
- دائرة العشق البغدادية
- الشرفة
- الصامتات
- خرابيط
- برلمان النساء
- استيلاء
- جيفارا
- المسيح
- ثم غاب القمر
- أبو سمرة
- الباب العالي
- الهباشة
- ورود وسر العنقود

## روابط خارجية
- سمر محمد على موقع قاعدة بيانات الأفلام العربية